# Listă de formații math rock
Aceasta este o listă de formații math rock notabile.

## #
- 31Knots
- 5th PROJEKT
- 65daysofstatic
- 90 Day Men

## A
- A Minor Forest
- Acidman
- Adebisi Shank
- Ahleuchatistas
- American Football
- And So I Watch You From Afar
- Arcane Roots
- August Moon
- Autolux

## B
- Bats
- Battles
- Because of Ghosts
- Beekeeper
- Bellini
- Black Pus
- Blakfish
- Bloc Party
- Breadwinner
- By the End of Tonight

## C
- The Cancer Conspiracy
- Canvas Solaris
- The Cast of Cheers
- Chavez
- Cheer-Accident
- Chochukmo
- Circus Lupus
- Collections of Colonies of Bees
- Colossamite
- Crain
- Craw
- Castevet

## D
- Damiera
- Dance Club Massacre[1]
- Daughters
- Dazzling Killmen
- Dianogah
- Dirty Three
- The Dismemberment Plan
- Don Caballero
- Drive Like Jehu
- Dutch Uncles

## E
- Ebu Gogo
- The Edmund Fitzgerald
- El Ten Eleven
- El Grupo Nuevo de Omar Rodriguez Lopez
- Electro Quarterstaff
- Everyoned
- Extol
- Extra Life
- Everything Everything

## F
- Facing New York
- The Fall of Troy
- Fang Island
- Faraquet
- Fear Before
- Fiasco
- ¡Forward, Russia!
- Foals
- The Fucking Champs

## G
- Gatsbys American Dream
- Ghosts and Vodka
- Giraffes? Giraffes!

## H
- Heavy Vegetable
- Hella
- Holy Fuck
- Hot Club de Paris

## I
- If Lucy Fell

## J
- June of 44
- Joan of Arc

## K
- Keelhaul
- kimono
- King Crimson

## L
- Lite
- Look Mexico

## M
- Maserati
- Make Believe
- Maps & Atlases
- The Mars Volta
- Maybeshewill
- The Mercury Program
- Minus the Bear
- Moneen
- My Disco
- Meet Me In St Louis
- Marnie Stern

## N
- Nekropsi
- Nomeansno
- The Number Twelve Looks Like You

## O
- Oceansize
- On the Might of Princes
- Other Men
- Owls
- OXES

## P
- Pattern Is Movement
- Paul Newman
- Pele
- Piglet
- Pinback
- Pivot
- Polvo
- the pAper chAse
- Public Relations Exercise
- Protest the Hero

## Q
- Q and Not U

## R
- The Redneck Manifesto
- Rhythm of Black Lines
- Roadside Monument
- Rodan
- Rumah Sakit
- Rolo Tomassi
- Roo
- Russian Circles

## S
- Shake Ray Turbine
- Sharks Keep Moving
- Shellac
- Shiner
- Shipping News
- Shorty
- Sleepytime Gorilla Museum
- Sleeping People
- Slint
- So Many Dynamos
- Speaking Canaries
- Sweep the Leg Johnny

## T
- Tabula Rasa
- Tera Melos
- These Arms Are Snakes
- Thingy
- TTNG (This Town Needs Guns)
- Time of Orchids
- Toe
- Tommy Alto
- Tool (band)
- Tubelord
- Turing Machine

## U
- Ui
- Unwed Sailor
- Unwound
- Upsilon Acrux
- U.S. Maple
- Uzeda

## V
- Vessels

## W
- We Are the Music Makers
- We Be the Echo
- We Versus The Shark

## Y
- Yona-Kit
- Yowie
- Youthmovie Soundtrack Strategies
- Yukon
- Yourcodenameis:Milo

## Z
- Zazen Boys
- Zach Hill
- Zu
- Zeus!